# 克爾尼克鄉 (阿爾巴縣)

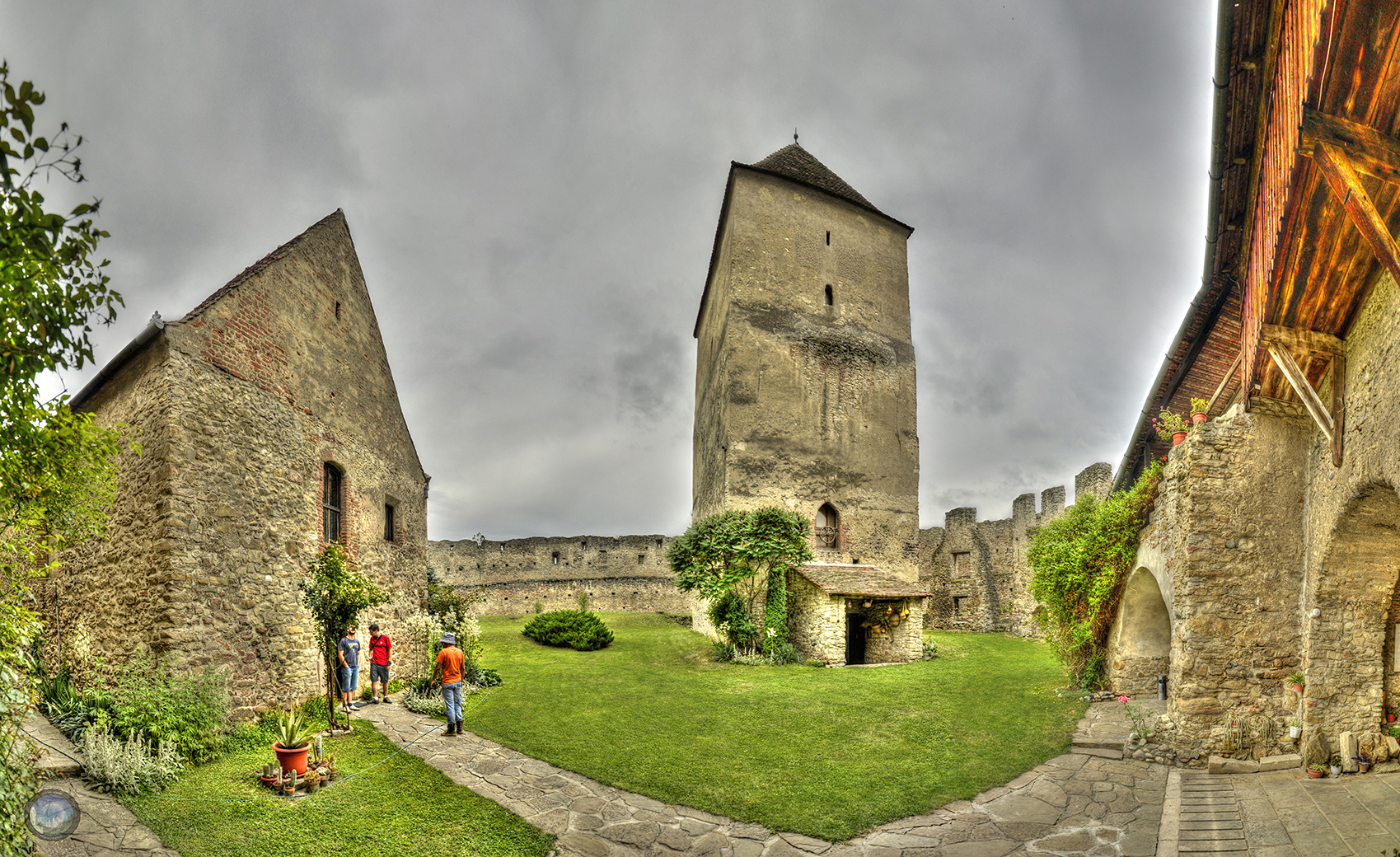

45°53′10″N 23°39′11″E / 45.88611°N 23.65306°E
克爾尼克鄉（羅馬尼亞語：Comuna Câlnic, Alba），是羅馬尼亞的鄉份，位於該國中部，由阿爾巴縣負責管轄，面積44平方公里，海拔高度459米，2011年人口1,681，人口密度每平方公里38人。